# Franco Morbidelli
Franco Morbidelli   (Roma, 4 de desembre de 1994) és un pilot de motociclisme italià que va guanyar el Campionat del Món de Moto2 de 2017. També va ser Campió d'Europa de Superstock 600 el 2013.

## Carrera esportiva

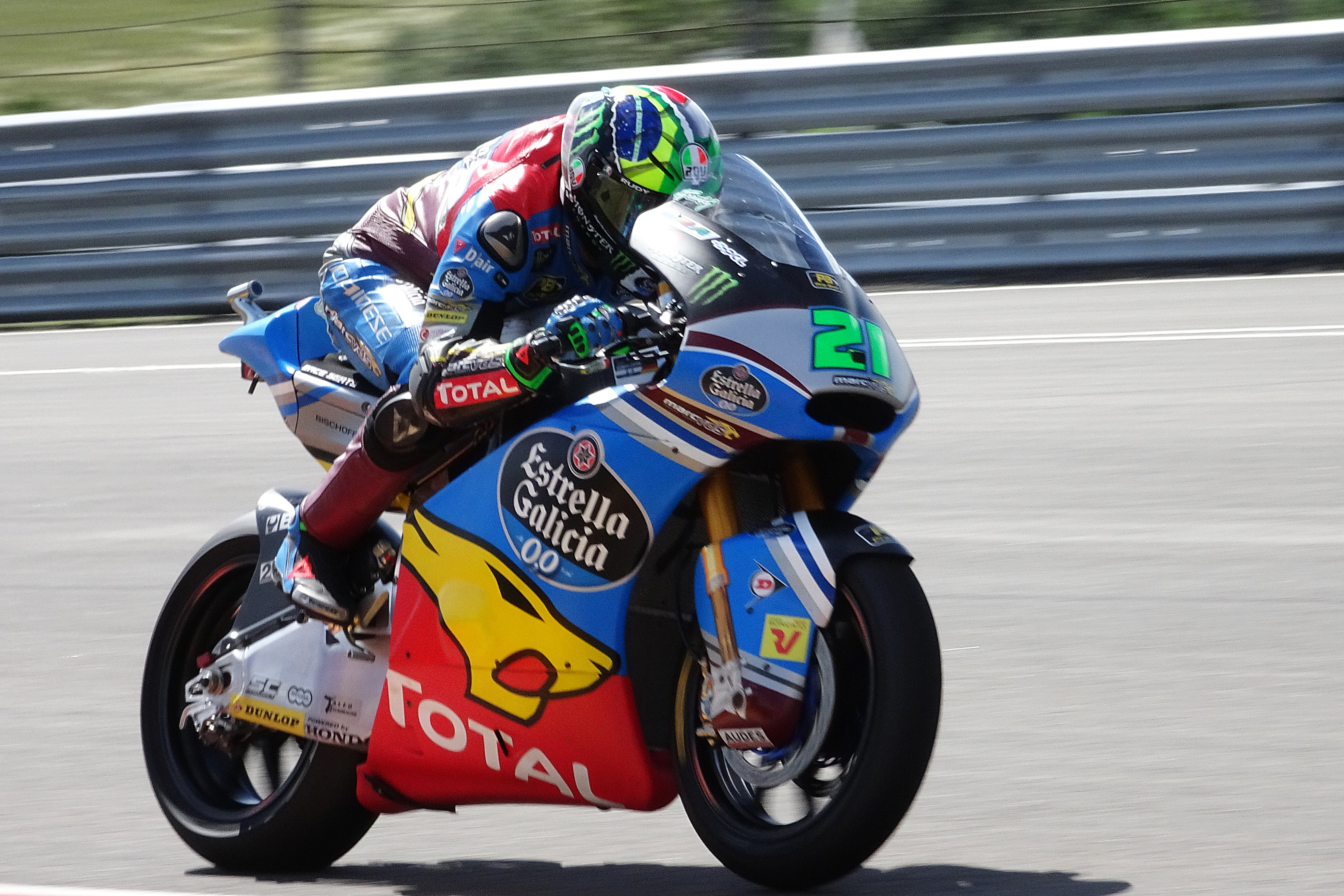
Morbidelli a Sachsenring el 2017

Fill de pare italià (l'antic pilot de motociclisme Livio Morbidelli) i mare brasilera, Morbidelli va debutar en Gran Premi a la categoria de Moto2 al Gran Premi de San Marino del 2013, el mateix any que va guanyar el Campionat d'Europa de Superstock. Durant els anys següents va mantenir una línia ascendent al mundial que el portà de l'onzè lloc final el 2014 al quart el 2016. El 2017 va entrar a l'equip Marc VDS Racing Team i guanyà el seu primer Gran Premi de Moto2, el GP de Qatar. Durant aquell any en va guanyar set més i finalment es va proclamar campió del món de Moto2.
El 2018, Morbidelli va pujar a MotoGP amb el mateix equip al comandament d'una Honda, amb Thomas Lüthi de company, i va acabar la temporada com a millor debutant, en quinzena posició final. El 2019 va entrar al nou equip Yamaha Petronas SRT com a company de Fabio Quartararo.
El 2020 continuà amb el mateix equip al costat de Quartararo. El romà va aconseguir el seu primer podi a MotoGP a la tercera prova de la temporada, el Gran Premi de la República Txeca, on fou segon. Durant la ronda següent, el Gran Premi d'Àustria, es va veure implicat en un accident impressionant amb Johann Zarco en què la seva Yamaha M1 i la Ducati Desmosedici de Zarco van travessar el circuit, afortunadament sense causar cap lesió. Durant el Gran Premi de San Marino, després d'haver fet una molt bona sortida, Morbidelli va aconseguir escapar-se al capdavant unes voltes més tard i va poder aconseguir la seva primera victòria a la categoria reina. Dos Grans Premis més tard va aconseguir la seva primera pole position a Catalunya,[4] però va ser el seu company d'equip Fabio Quartararo qui va guanyar la cursa. Un mes després, Morbidelli va guanyar la seva segona cursa de MotoGP al Gran Premi de Terol per davant dels dos pilots de Suzuki Àlex Rins i Joan Mir. Després d'una segona pole position al Gran Premi de la Comunitat Valenciana, va aconseguir-hi una tercera victòria en superar Jack Miller, amb qui mantingué un intens duel, a l'última volta. Mir acabà el setè i amb això en tingué prou per a proclamar-se campió. A l'última ronda de la temporada, el Gran Premi de Portugal, Morbidelli va acabar al podi i va rematar la temporada com a subcampió, a 13 punts de Joan Mir.
Les temporades del 2021 al 2023 van ser força desafortunades per a Morbidelli i en acabar la darrera va deixar Yamaha i entrà al Pramac Racing, amb el qual correrà amb una Ducati durant la temporada del 2024.

## Resultats al Mundial de motociclisme
Barem de puntuació de 1993 ençà:
| Posició | 1  | 2  | 3  | 4  | 5  | 6  | 7 | 8 | 9 | 10                | 11                | 12                | 13                | 14                | 15                |                   |
| Cursa   | 25 | 20 | 16 | 13 | 11 | 10 | 9 | 8 | 7 | 6                 | 5                 | 4                 | 3                 | 2                 | 1                 |                   |
| Sprint  | 12 | 9  | 7  | 6  | 5  | 4  | 3 | 2 | 1 | [ Nota Sprint 1 ] | [ Nota Sprint 1 ] | [ Nota Sprint 1 ] | [ Nota Sprint 1 ] | [ Nota Sprint 1 ] | [ Nota Sprint 1 ] | [ Nota Sprint 1 ] |

1. ↑  La cursa Sprint per a la categoria MotoGP va ser introduïda la temporada del 2023

(Ids. Grans Premis | Llegenda) (Curses en negreta indiquen pole; curses en  itàlica indiquen volta ràpida; les posicions en superíndex són les de la cursa Sprint)
| Any  | Categoria | Moto   | 1      | 2       | 3       | 4        | 5      | 6       | 7       | 8       | 9       | 10      | 11      | 12     | 13      | 14      | 15     | 16     | 17      | 18       | 19      | 20     | Pos | Pts |
| ---- | --------- | ------ | ------ | ------- | ------- | -------- | ------ | ------- | ------- | ------- | ------- | ------- | ------- | ------ | ------- | ------- | ------ | ------ | ------- | -------- | ------- | ------ | --- | --- |
| 2013 | Moto2     | Suter  | QAT    | AME     | ESP     | FRA      | ITA    | CAT     | NED     | GER     | INP     | CZE     | GBR     | SM 20  | ARA     | MAL     | AUS    | JPN 18 | VAL 17  |          |         |        | NC  | 0   |
| 2014 | Moto2     | Kalex  | QAT 25 | AME 17  | ARG 13  | ESP 20   | FRA 10 | ITA 10  | CAT 21  | NED 24  | GER 6   | INP Ret | CZE 8   | GBR 6  | SM 7    | ARA 5   | JPN 7  | AUS 13 | MAL Ret | VAL 21   |         |        | 11è | 75  |
| 2015 | Moto2     | Kalex  | QAT 5  | AME 5   | ARG 5   | ESP 6    | FRA 5  | ITA Ret | CAT 8   | NED 19  | GER Ret | INP 3   | CZE 10  | GBR    | SM      | ARA     | JPN    | AUS 11 | MAL 15  | VAL Ret  |         |        | 10è | 90  |
| 2016 | Moto2     | Kalex  | QAT 7  | ARG 25  | AME 14  | ESP 4    | FRA 4  | ITA 8   | CAT 11  | NED 3   | GER Ret | AUT 2   | CZE 8   | GBR 2  | SM 5    | ARA 3   | JPN 3  | AUS 2  | MAL 2   | VAL 3    |         |        | 4t  | 213 |
| 2017 | Moto2     | Kalex  | QAT 1  | ARG 1   | AME 1   | ESP Ret  | FRA 1  | ITA 4   | CAT 5   | NED 1   | GER 1   | CZE 8   | AUT 1   | GBR 3  | SM Ret  | ARA 1   | JPN 8  | AUS 3  | MAL 3   | VAL 2    |         |        | 1r  | 308 |
| 2018 | MotoGP    | Honda  | QAT 12 | ARG 14  | AME 21  | ESP 9    | FRA 13 | ITA 15  | CAT 14  | NED DNS | GER WD  | CZE 13  | AUT 19  | GBR C  | SM 12   | ARA 11  | THA 14 | JPN 11 | AUS 8   | MAL 12   | VAL Ret |        | 15è | 50  |
| 2019 | MotoGP    | Yamaha | QAT 11 | ARG Ret | AME 5   | ESP 7    | FRA 7  | ITA Ret | CAT Ret | NED 5   | GER 9   | CZE Ret | AUT 10  | GBR 5  | SM 5    | ARA Ret | THA 6  | JPN 6  | AUS 11  | MAL 6    | VAL Ret |        | 10è | 115 |
| 2020 | MotoGP    | Yamaha | ESP 5  | ANC Ret | CZE 2   | AUT Ret  | STY 15 | SM 1    | EMI 9   | CAT 4   | FRA Ret | ARA 6   | TER 1   | EUR 11 | VAL 1   | POR 3   |        |        |         |          |         |        | 2n  | 158 |
| 2021 | MotoGP    | Yamaha | QAT 18 | DOH 12  | POR 4   | ESP 3    | FRA 16 | ITA 16  | CAT 9   | GER 18  | NED     | STY     | AUT     | GBR    | ARA     | SM 18   | AME 19 | EMI 14 | ALR 17  | VAL 11   |         |        | 17è | 47  |
| 2022 | MotoGP    | Yamaha | QAT 11 | INA 7   | ARG Ret | AME 16   | POR 13 | ESP 15  | FRA 15  | ITA 17  | CAT 13  | GER 13  | NED Ret | GBR 15 | AUT Ret | SM Ret  | ARA 17 | JPN 14 | THA 13  | AUS Ret  | MAL 11  | VAL 10 | 19è | 42  |
| 2023 | MotoGP    | Yamaha | POR 14 | ARG 4   | AME 8   | ESP 11   | FRA 10 | ITA 10  | GER 12  | NED 9   | GBR 14  | AUT 119 | CAT 14  | SM 15  | IND 7   | JPN 17  | INA 14 | AUS 17 | THA 11  | MAL 7    | QAT 16  | VAL 7  | 13è | 102 |
| 2024 | MotoGP    | Ducati | QAT 18 | POR 18  | AME Ret | ESP Ret4 | FRA 7  | CAT Ret | ITA 64  | NED 9   | GER 5   | GBR 10  | AUT 86  | ARA 6  | SM Ret3 | EMI 59  | INA 45 | JPN 5  | AUS 65  | THA Ret6 | MAL 146 | SLD 86 | 9è  | 173 |